# کاراپت متساطوریان
کاراپت میهرانی متساطوریان (ارمنی: Կարապետ Միհրանի Մեծատուրյան؛  ۹ دسامبر ۱۹۰۹ – ۳۱ اوت ۱۹۶۶) یک مجسمه‌ساز اهل ارمنستان بود. وی بین سال‌های - تا - میلادی فعالیت می‌کرد.

## زندگی‌نامه
وی در ۹ دسامبر ۱۹۰۹ در سوخومی به دنیا آمد و از کالج دولتی هنرهای زیبای پانوس ترلمزیان (۱۹۳۴) و آکادمی هنرهای زیبای تفلیس (۱۹۴۱) فارغ‌التحصیل شد. وی همچنین برندهٔ جوایزی همچون چهره هنری شایسته جمهوری ارمنستان شده است. وی در ۳۱ اوت ۱۹۶۶ در سن ۵۶ سالگی در ایروان درگذشت. 

## نگارخانه

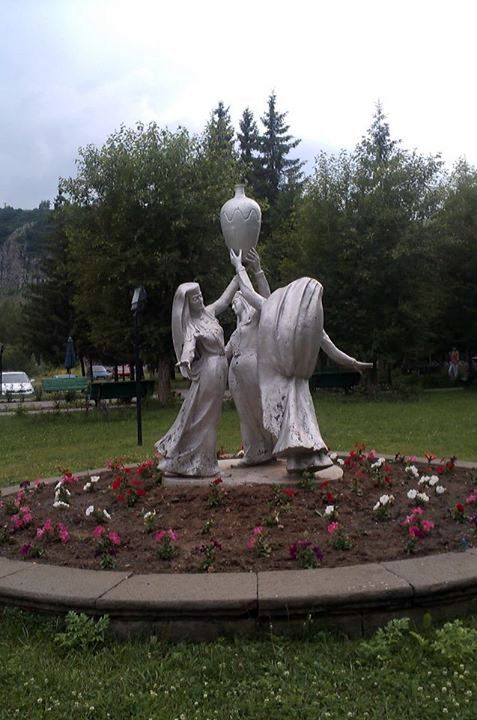
«Պարող աղջիկներ» շատրվանը Ջերմուկում
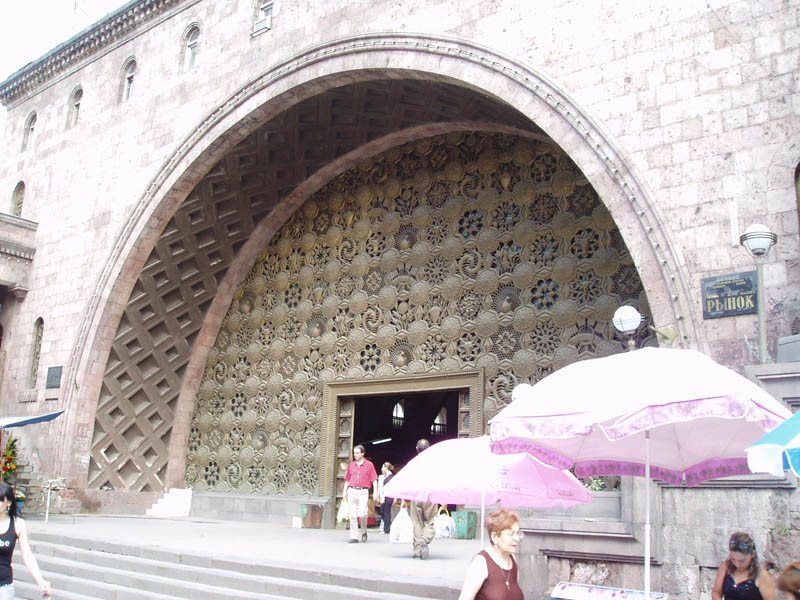
Երևանի կենտրոնական շուկայի (Մաշտոցի պողոտա) գլխավոր մուտքի զարդաքանդակներ

## یادداشت
1. ↑  «Գեղարդ» գեղարվեստաարդյունաբերական տեխնիկում